# مودية

تعديل مصدري - تعديل

مودية هي إحدى مدن محافظة أبين اليمنية، بلغ تعداد سكانها 9687 نسمة حسب تعداد اليمن لعام 2004.